# Me and Earl and the Dying Girl (filme)
Me and Earl and the Dying Girl (Eu, Você e a Garota que vai morrer, no Brasil; Eu, o Earl e a Tal Miúda, em Portugal) é um filme estadunidense de 2015, dirigido por Alfonso Gomez-Rejon. O filme é baseado no livro homônimo de Jesse Andrews, que também assina o roteiro.
O filme foi premiado com o Grande Prêmio do Júri e do Público no Festival de Sundance 2015.

## Sinopse
Greg Gaines, que se autodescreve como tendo cara de "pequena marmota", está no último ano da Schenley High School de Pittsburgh e evita envolvimento próximo com outros alunos. Ele descobre que sua colega e ex-amiga, Rachel Kushner, foi diagnosticada com leucemia e é forçada por seus pais a fazer amizade com ela em momentos de necessidade. Apesar de um primeiro encontro estranho na escadaria de Rachel, com nenhum deles realmente querendo a companhia do outro, Greg consegue puxar conversa sobre sua coleção de travesseiros. 
Ela passa a achar sua personalidade peculiar e sua honestidade cativantes. Greg apresenta Rachel a seu "colega de trabalho" Earl (que diz a Rachel que Greg evita chamar as pessoas de amigo por medo de que elas não retribuam), com quem ele faz curtas-metragens parodiando títulos de filmes famosos. Apesar da relutância de Greg, Earl compartilha sua coleção com ela, o que ela acha divertido. À medida que Rachel começa o tratamento de quimioterapia e, posteriormente, perde todo o cabelo, Greg começa a passar menos tempo nos trabalhos escolares e mais tempo cuidando dela, entretendo-a para animá-la. 
Embora Rachel sofra com o tratamento e pareça piorar cada vez mais, Greg, que muitas vezes quebra a quarta parede, garante aos telespectadores que ela não morrerá no final. Madison, uma garota bonita da escola, convence Greg e Earl a fazer um filme dedicado a Rachel, e Rachel convence Greg a se inscrever em uma faculdade local. Greg continua a ignorar os trabalhos escolares e, eventualmente, a escola, para terminar o filme. 
Depois de perceber que a quimioterapia está fazendo mais mal do que bem, Rachel opta por interromper o tratamento. Greg e Rachel têm uma discussão acalorada sobre sua escolha, onde Greg acusa Rachel de desistir de si mesma e, em troca, Rachel aponta sua relutância em fazer qualquer coisa altruísta, a menos que lhe seja dito para fazê-lo. Ele sai, arrasado por não poder mais ajudá-la. Furioso, Greg confronta Earl, culpando-o pelos acontecimentos que levaram ao fim de sua amizade com Rachel. Earl, por sua vez, adverte a incapacidade de Greg de cuidar e simpatizar com qualquer pessoa além de si mesmo, antes de dar um soco em Greg depois que este o desafia. Mais tarde, Earl dá a Greg um depoimento sincero sobre o filme de Rachel antes de informá-lo que terminou a amizade deles. 
A admissão de Greg na faculdade que ele planejava frequentar é posteriormente revogada devido às suas notas baixas. No final do ano, Greg descobre que Rachel está de volta ao hospital e está morrendo. Sua mãe o incentiva a visitá-la. Madison convida Greg para o baile, mas no último momento ele decide ir para o hospital. Durante a viagem até lá, o motorista da limusine pergunta a Greg se ele ama a garota que vai ver, uma pergunta que ele não consegue responder. 
Ele traz seu iPhone e um projetor portátil e coloca um buquê no pulso de Rachel antes de passar o filme que fez para ela na parede da frente do quarto dela. Rachel chega às lágrimas com o filme, mas entra em coma logo após assisti-lo e morre cerca de 10 horas depois. Greg admite ao espectador que mentiu sobre Rachel não morrer, pois "não achava que ela morreria". Na shivá dela, Greg é consolado pela mãe de Rachel e eles sofrem juntos. Greg e Earl reacendem a amizade. Durante o funeral, Greg entra furtivamente no quarto de Rachel, onde encontra um cartão dela informando que ela escreveu para a faculdade de Greg e explica que ele faltou à escola por causa dela. 
Também afirma seu desejo de que Greg leve todos os pertences dela que desejar. Ele encontra várias esculturas intrincadas em seus livros, retratando cenas dela com Greg e Earl. Greg sai com um dos livros contendo uma escultura pessoal e seu travesseiro favorito de Rachel. Algum tempo depois, Greg escreve a história de seu tempo com Rachel e a envia para a faculdade junto com o filme que fez para ela, com um aviso de que "a última pessoa que viu isso imediatamente entrou em coma e morreu.

## Elenco
| Ator/Atriz     | Papel          |
| -------------- | -------------- |
| Thomas Mann    | Greg Gaines    |
| RJ Cyler       | Earl           |
| Olivia Cooke   | Rachel         |
| Nick Offerman  | Pai de Greg    |
| Connie Britton | Mãe de Greg    |
| Molly Shannon  | Denise Kushner |
| Jon Bernthal   | M. McCarthy    |
| Matt Bennett   | Scott Mayhew   |

## Recepção da crítica
Aclamado pela crítica, no site Rotten Tomatoes o filme tem aprovação de 82% dos críticos baseado em 130 críticas e de 88% do público. No IMDB o filme tem uma nota de 7,9.